# نوردوز
نوردوز یکی ازمناطق مرزی در شمال استان آذربایجان شرقی است که از حوالی روستای دوزال بخش سیه‌رود شهرستان جلفا واقع شده‌است.

## موقعیت جغرافیایی
این روستا در کنار رودخانه ارس در مرز ارمنستان واقع شده‌است و دارای یک بازارچه پایانه مرزی بزرگ و دارای مساحت ۸ هکتار است.

## پوشش گیاهی
پوشش گیاهی منطقه نوردوز بیشتر درختچه‌های گز همراه با سنجد رامنوس است. دیگر درختچه‌های عمده منطقه افرا و زرشک و تک‌درخت‌های داغداغان و بنه است.

## افتتاحیه
پل مرزی نوردوز از شاهراه‌های اصلی واردات به ارمنستان است و بازارچه مرزی نوردوز نیز میان ایران و ارمنستان شهریور ماه سال ۱۳۷۴ گشایش یافت.
سالانه حدود دو میلیون نفر از طریق این نقطه مرزی به کشور ارمنستان سفر می‌کنند. به دلیل آب و هوای بی نظیر این منطقه و نیز نزدیکی به زیارتگاه «سید محمد آقا» هر هفته روزهای پنجشنبه و جمعه، این منطقه پذیرای انبوهی از مردم این استان و استان‌های همجوار می‌باشد. از محصولات مهم این روستا می‌توان به انواع انار ترش و شیرین و انار قزوینی اشاره نمود.
صادرات گاز ایران به ارمنستان از این نقطه مرزی انجام می‌گیرد.
مردم نوردوز به زبان ترکی آذربایجانی سخن می‌گویند.